# Mazsalaca kommun
Mazsalaca kommun (lettiska: Mazsalacas novads) var en kommun i Lettland. Den låg i den norra delen av landet, 120 km nordost om huvudstaden Riga. Antalet invånare var 4 042. Arean var 418 kvadratkilometer.
2021 slogs kommunen samman med Valmiera kommun.
Följande samhällen fanns i Mazsalaca kommun:
- Mazsalaca